# Франц Ганрайтер
Франц Ганрайтер (нім. Franz Hanreiter; 4 листопада 1913 — 21 січня 1992) — австрійський футболіст, що виступав на позиції нападника і півзахисника. Чемпіон Австрії, гравець збірних Австрії і Німеччини.

## Клубна кар'єра
Розпочинав кар'єру в клубі «Ваккер» (Відень) на позиції нападника, до складу якого приєднався у другій половині сезону 1932-33. Виступав у команді майже кінця 1936 року, після чого перейшов до французького клубу «Руан».
Повернувся до Австрії в 1938 році, приєднавшись до команди «Адміра» (Відень). Того сезону став з командою переможцем чемпіонату Австрії і фіналістом чемпіонату Німеччини. У складі «Адміри» виступав до 1947 року.
Завершив кар'єру гравця в клубі «Спора» (Люксембург) у 1948 році.

## Кар'єра в збірних
Дебютував у збірній Австрії 1935 року в матчі проти Чехословаччини, що завершилась нульовою нічиєю. У 1936 році відзначився двома забитими голами у результативному поєдинку зі збірною Іспанії. Франц Ганрайтер з'явився на полі на 30-й хвилині, а у другому таймі забив спочатку на 69-й, зробивши рахунок 4:4, а згодом на 73-й забив переможний м'яч у матчі.
Після аншлюсу збірна Австрії була розформована. Ганрайтер, як і багато інших австрійських футболістів, почав виступати за збірну Німеччини, зігравши в цілому 7 матчів у 1940—1942 роках.

## Досягнення

### Як гравця
- Чемпіон Австрії (1): 1938/39
- Фіналіст чемпіонату Німеччини (1): 1938/39